# Goeziinae
Die Goeziinae sind eine Unterfamilie der Spulwürmer mit 40 Arten. Sie sind Parasiten bei Knochenfischen, selten auch bei Reptilien.

## Merkmale
Die Kutikula-Ringe haben, im Gegensatz zu den Anisakinae, am Hinterrand Dornen. Die Lippen sind abgeflacht und nach außen erweitert, Zwischenlippen (Interlabia) fehlen. Der Ösophagus ist kräftig und keulenförmig. Er mündet in einen kleinen Ventriculus. Ein Blinddarm ist vorhanden.

## Systematik
Zur Unterfamilie gehört eine Tribus (Goeziini) mit nur einer Untertribus (Goeziinii), in der zwei Gattungen eingeordnet sind:
- Amphibiogoezia Ratnamala-Rao, 1979
- Goezia Zeder, 1800